# Schizotus cervicalis
Schizotus cervicalis is een keversoort uit de familie vuurkevers (Pyrochroidae). De wetenschappelijke naam van de soort is voor het eerst geldig gepubliceerd in 1838 door Newman.